# Contracte de compte corrent bancari
El contracte de compte corrent bancari és aquell contracte en virtut del qual una entitat bancària s'obliga a prestar al seu client el servei de caixa i de comptabilitat de totes les operacions realitzades pel compte en qüestió.
Aquest contracte constitueix la base de la resta de contractes bancaris, com ara el de targeta de crèdit.

## La seva regulació en dret espanyol
L'entitat bancària actua com a comissionista, de manera que està obligada a adoptar la diligència pròpia d'aquesta figura a l'hora de comprovar la signatura de les ordres donades pel client. El banc ha d'acarar aquesta signatura amb la signatura del client que aquest li ha proporcionat amb anterioritat. En cas de no fer-ho, la jurisprudència del Tribunal Suprem ha establert que el banc respondrà objectivament ex recepto. Ara bé, la sentència d'aquest mateix tribunal de 21 de novembre de 1997 va declarar que la responsabilitat no era de l'entitat sinó de l'empleat que no va comprovar una signatura falsificada.

### Característiques
- És un contracte neutre, malgrat que part de la doctrina el considera actiu.
- Contracte consensual.
- Contracte bilateral.
- Contracte normatiu, ja que imposa a les parts contractants une conducta futura, obligant-les a regular i liquidar d'una forma determinada les eventuals relacions creditícies que entre elles es puguin constituir, sense originar concretes obligacions de donar, fer o no fer immediatament exigibles.
- Contracte de duració o tracte successiu.